# Zach (Adelsgeschlecht)

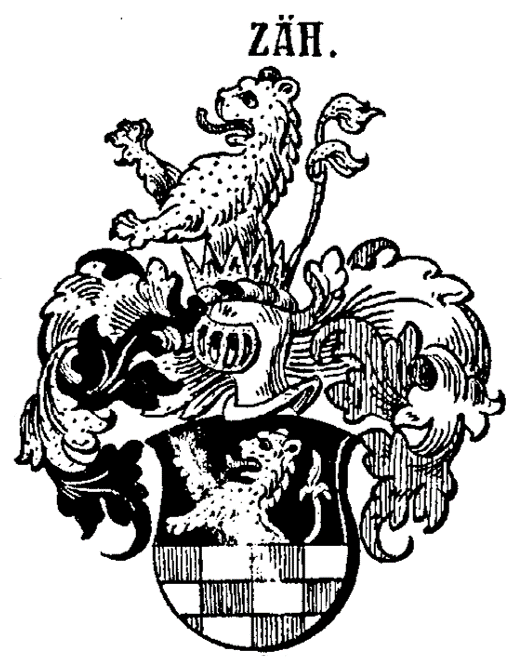
Wappen der Zäh (Zach) in Siebmachers Wappenbuch

Zach (auch Zäch, Zäh bzw. Zech von Tienden o. ä.) war der Name eines geadelten Geschlechts aus Salzburg und Tirol, welches auch in der Reichsstadt Augsburg ansässig wurde. Es ist zu unterscheiden von dem Augsburger Patriziergeschlecht Zech von Deybach zu dem weder eine Stamm- noch Wappengemeinschaft bestand, und auch von den geadelten sächsischen von Zech, die aber das Zach/Zäh'sche Stammwappen in ihrem Wappen aufgenommen führten, was zu den von Zech-Burkersroda vererbt wurde.

## Geschichte
Stammsitz war der Ansitz Zachhof in Dienten am Hochkönig, der erstmals 1407 als Lehen des Bischofs von Salzburg erwähnt wurde. Das heutige Anwesen wurde 1578 errichtet. Seit dem Spätmittelalter waren die Zach als Gewerken im Eisenbergbau tätig. Am 15. November 1553 verlieh Kaiser Ferdinand I. in Wien dem Bürger von Augsburg Wolfgang Zach einen Wappenbrief. Darauf erhielten am 7. April 1581 die Vettern Sebastian und Wolfgang die Zachen, von Kaiser Rudolf II. die Adelsfreiheit und eine Wappenbesserung. 1578 erbte der Bergfaktor der Fugger Wolfgang Zach zusammen mit seinem Bruder Stefan Zach den Zachhof, worauf Wolfgang Zach um 1615 in Schwaz starb. 1616 erscheint Vital Zäch als österreichischer Pflegeverwalter der Herrschaft Kropfsberg und 1622 als Pflegeverwalter der Herrschaft Rottenburg. Wegen des zurückgehenden Bergbaus war das Geschlecht seit dem 17. Jahrhundert nicht mehr in Dienten ansässig. Nach 1649 sollen sich Angehörige in der Reichsstadt Augsburg angesiedelt haben. Dem Augsburger Stadtpfleger Paul von Stetten zufolge gehörten sie dort der „mehreren Gesellschaft“ an. 1689 fungierte Clement Zäch der Ältere als Bergrichter von Lienz und 1758 Joseph Hieronymus Zach als fürstlicher Stadtrichter von Brixen. Die Familie ist darauf erloschen.

## Wappen
Wappen: Schild geteilt, im oberen Feld in Schwarz ein wachsender goldener Löwe, im unteren Feld von Rot und Silber in drei Reihen geschacht. Helmkleinod: Auf dem gekrönten Helm ein wachsender goldener Löwe.

Wappen von Dienten, welches auf die Gewerkenfamilie Zach zurückgeht
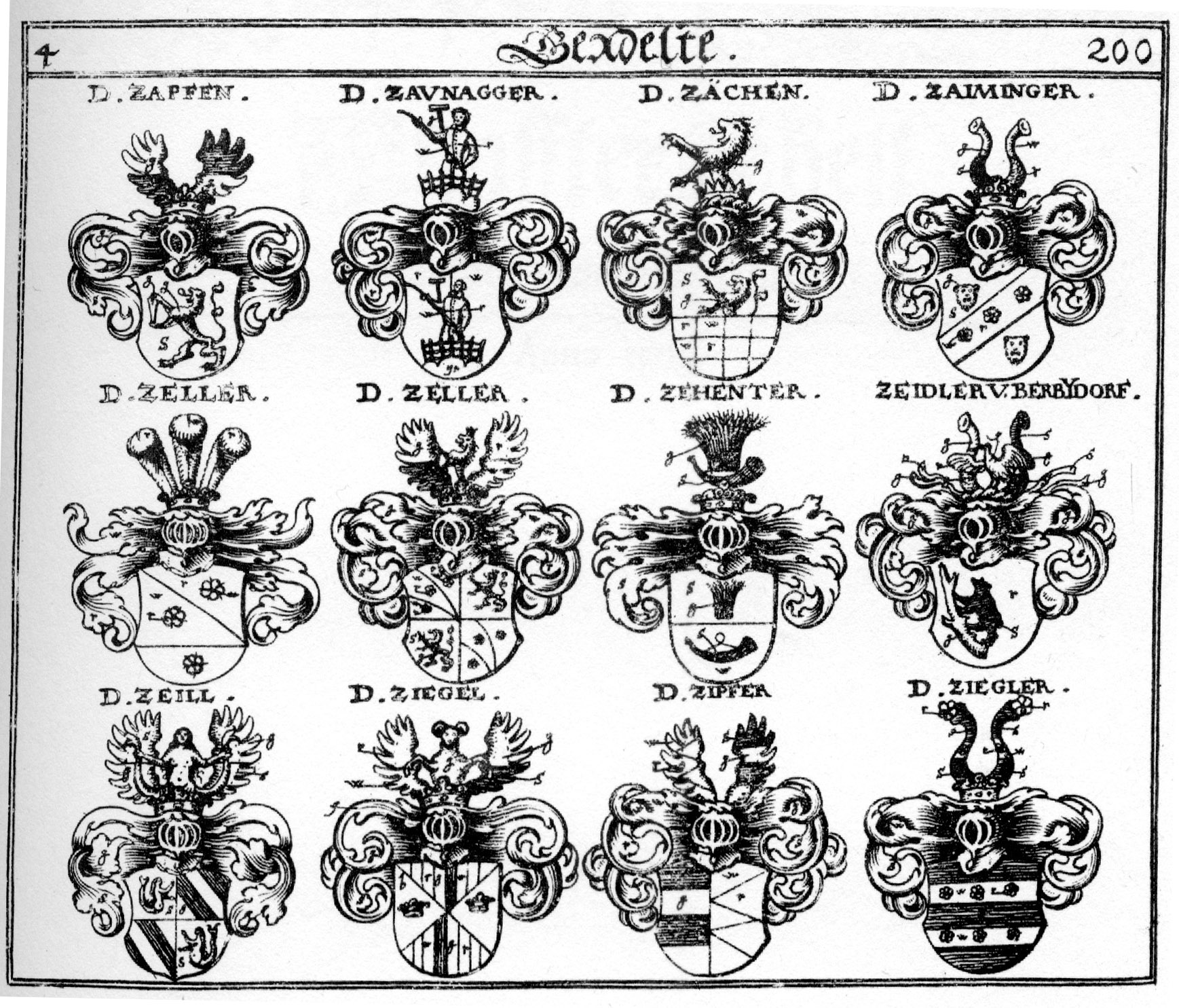
Wappen der Zäch in Siebmachers Wappenbuch Abteilung Geadelte